# Хейманс, Дан
Дан Хейманс (нидерл. Daan Heymans; 14 июня 1999 года, Тюрнхаут) — бельгийский футболист, играющий на позиции полузащитника. Ныне выступает за бельгийский клуб «Генк».

## Клубная карьера
С шести лет занимался футболом в школе «Рети». В 10 лет перешёл в академию «Вестерло», которую окончил в 2016 году. С сезона 2016/2017 тренируется с основной командой, находится во всех заявках на матчи. 7 августа 2016 года дебютировал в Лиге Жюпиле в поединке против «Локерена», выйдя на замену на 70-й минуте вместо Робина Хенкенса.